# Antigua estación de Ekaterimburgo
La antigua estación de Ekaterimburgo (en ruso: Stary vokzal) es un edificio en el distrito de Zheleznodorozhny de Ekaterimburgo, Rusia. Está ubicada en la calle Vokzalnaya 14 (en ruso: Вокзальная улица, 14). Albergó la estación principal de la ciudad entre 1878 y 1914. El edificio fue diseñado al estilo neoruso. Es un edificio de gran valor histórico, tiene estatus oficial como objeto del patrimonio cultural ruso y contiene el museo de historia y ciencias de la ingeniería del Ferrocarril de Sverdlovsk.

## Historia

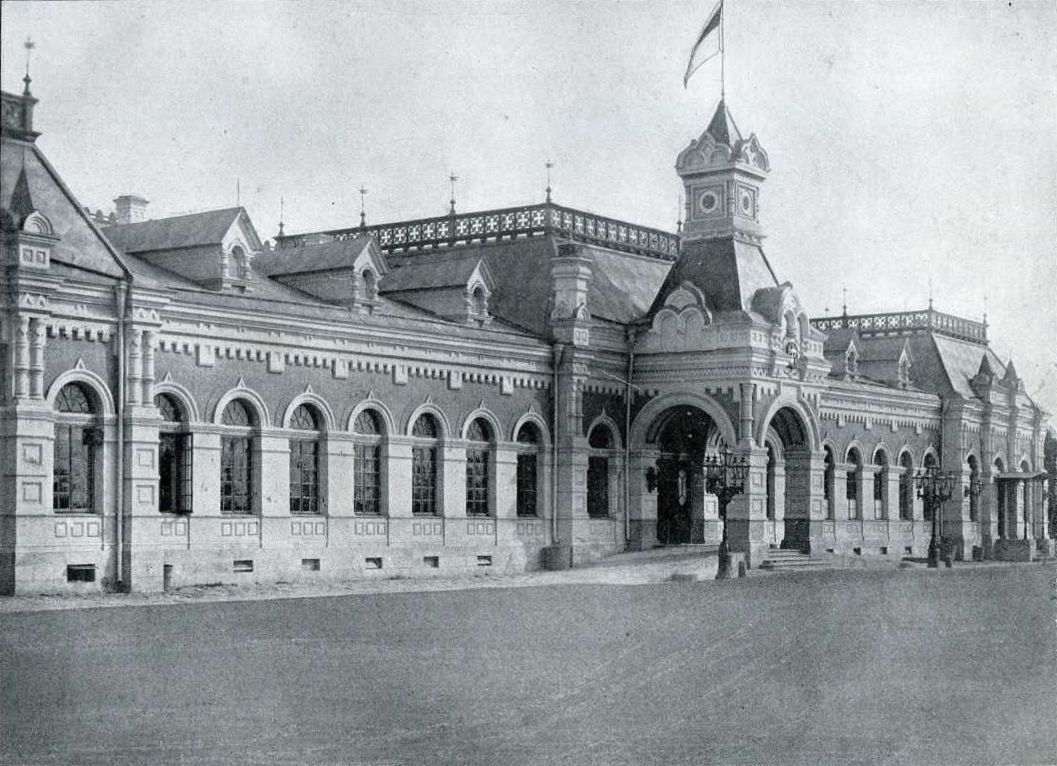
La estación en los 1910s

La estación de tren de Ekaterimburgo fue construida en 1878 con la construcción del ferrocarril minero de los Urales de Perm a Ekaterimburgo con una longitud de 372 km. Fue diseñado por el arquitecto Pyotr Shreyber. Su construcción comenzó en 1874. La apertura del ferrocarril provocó el crecimiento económico, mejorando la calidad de vida de la ciudad.
Una estación de tren gemela, actualmente conocida como la estación de tren Perm I, fue construida según el diseño de Shreyber en el otro extremo de la línea ferroviaria.
Después de la extensión de los ferrocarriles a Tyumen en 1886 y a Cheliábinsk en 1896, la estación se convirtió en un intercambiador ferroviario. El edificio de la estación no pudo hacer frente al aumento del tráfico de pasajeros a principios del siglo XX. Por esta razón, el Ministerio de Transporte decidió construir un nuevo edificio a cien metros de distancia en 1910, la que es actualmente la Estación de tren de Ekaterimburgo. Durante mucho tiempo, el antiguo edificio conservó su uso de estación ferroviaria para militares. Y en 2003, el ferrocarril fue reconstruida y ahora es un museo abierto al público.